# Sinularia scabra
Sinularia scabra is een zachte koraalsoort uit de familie Alcyoniidae. De koraalsoort komt uit het geslacht Sinularia. Sinularia scabra werd in 1970 voor het eerst wetenschappelijk beschreven door Tixier-Durivault. 